# Simulium hechti
Simulium hechti är en tvåvingeart som beskrevs av Vargas, Martinez Palacios och Diaz Najera 1946. Simulium hechti ingår i släktet Simulium och familjen knott. Inga underarter finns listade i Catalogue of Life.